# أنتوني جونز (لاعب كرة قدم أسترالية)
أنتوني جونز (بالإنجليزية: Anthony Jones)‏ هو لاعب كرة قدم أسترالية أسترالي، ولد في 19 ديسمبر 1974 في برث في أستراليا.

## وصلات خارجية
- أنتوني جونز على موقع AustralianFootball.com (الإنجليزية)
- أنتوني جونز على موقع AFLtables.com (الإنجليزية)